# Йозеф Палечек
Йозеф Палечек (чеськ. Josef Paleček, нар. 5 травня 1949, Старий Колін, Чехословаччина) — чехословацький хокеїст, що грав на позиції нападника. Чемпіон світу 1972 року.

## Ігрова кар'єра
Виступав за команди:
| Роки      | Команда              | Ліга | Ігри | Голи |
| --------- | -------------------- | ---- | ---- | ---- |
| 1968—1970 | «Дукла» (Їглава)     | Д-1  | 451  | 171  |
| 1960—1977 | «Тесла» (Падбрубице) | Д-1  | 451  | 171  |
| 1977—1978 | «Дукла» (Їглава)     | Д-1  | 451  | 171  |
| 1978—1980 | «Тесла» (Падбрубице) | Д-1  | 451  | 171  |
|           | Чехословаччина       | —    | 62   | 16   |
| 1980—1983 | «Градець-Кралове»    | Д-2  |      |      |
|           | «Кауфбойрен»         | Д-1  |      |      |
|           | «Аугсбург Пантерс»   | Д-2  |      |      |
| 1986—1987 | «Лінц»               | Д-1  |      |      |

Тричі став чемпіоном Чехословаччини: з «Дуклою» — 1969, 1970, з «Теслою» — 1973. Всього в елітній чехословацькій лізі провів 451 матч (171 гол).
За національну збірну дебютував 12 березня 1969 року проти команди США. Товариська гра проходила у Падрубице і завершилася перемогою господарів з рахунком 6:1 (голи: Мартінець (2), Маржик (2), Штястний, Новак). Учасник трьох чемпіонатів світу і Європи, де здобув медалі різного ґатунку: 1972 — золото, 1973 — бронза і 1974 — срібло. На цих турнірах провів 20 ігор (5+12), а всього у складі команди Чехослоаччини — 62 (16 голів).
Тренерську діяльність розпочав у Градець-Кралове, де був граючим помічником головного тренера. Очолював клуби «Падрубице», «Білі тигри» (Ліберець), «Енергія» (Карлові Вари). Під його керівництвом ліберецькі хокеїсти здобули перші нагороди чеської екстраліги (бронза у 2005 і 2007 роках), а команди з Карлових Вар стала найсильнішою в чемпіонаті 2009 року.
Входив до тренерського штабу збірної Чехії на шести чемпіонатах світу і зимивих Олімпійських іграх 2014 року. У цей час чехи здобували на чемпіонатах світу срібло (2006) і бронзу (2011, 2012).